# Daniele Turcolin
Daniele Turcolin (Legnano, 30 luglio 1961) è un ex giocatore di football americano e allenatore di football americano italiano.

## Carriera da Giocatore
Ex quadro delle  Ferrovie dello Stato, è appassionato ed esperto di arti marziali, Daniele Turcolin ha iniziato la sua carriera come giocatore di Football Americano nel 1984 con i Mariners Venezia, ricoprendo vari ruoli sia in attacco che in difesa.
Nel 1986 viene ceduto ai Green Machine Grisignano dove disputa due stagioni, giocando stabilmente in linea di difesa e in linea di attacco.
Nel 1988 ritorna a Venezia con i neonati Islanders Venezia dove prosegue e conclude la carriera di giocatore nel 1994.

## Carriera da Allenatore
Nel 1991 inizia anche l'attività parallela di Assistant Coach sia nelle formazioni giovanili che con la prima squadra, sotto la guida esperta di due autentici miti del Football Americano italiano: Jerry Douglas e Robert Miller.
Nell'estate 1993 si trasferisce anche in Canada dove segue uno stage per allenatori di Football sotto l'egida della Canadian Junior Football League.
Al suo ritorno riprende a seguire sia le formazioni giovanili che la prima squadra Islanders, della quale assumerà il titolo di Head Coach nella stagione 1995. In questa stagione porta la squadra alla semifinale di Serie A2 ed è selezionato nel Coaching Staff dell'All Stars Game di Cesenatico del luglio ‘95.
Nel 1997 diventa Head Coach e Defensive Coordinator dei Muli Trieste nel Campionato Italiano di Silver League, portando la squadra ad una stagione positiva.
Nel 1998 e nel 1999 rimane a Trieste nel medesimo ruolo ma questa volta nel Campionato Austriaco di 2º Liga, portando la squadra alle semifinali nel 1998, e ad un record positivo sfiorando i play-off nel 1999, persi per un punto.
Nell'autunno 1999 partecipa come selezionatore dei linebacker e dei defensive linemen ai try-out camp della FIAF. per le selezioni della Nazionale Under-19 Italiana.
Nella primavera 2000 viene ufficialmente inserito nello staff della Nazionale Under-19 Italiana che partecipa alle qualificazioni dei Campionati Europei di categoria.
Nel settembre 2001 partecipa ad uno stage presso la Harvard University a Boston (Massachusetts, U.S.A.) coordinato dal Head Coach Tim Murphy.
Dopo uno stop di due anni, durante il quale continua ad aggiornarsi, nel 2004 riprende la sua attività allenando la nuova squadra di Trieste: i Mustangs.
Dopo una serie di amichevoli la squadra triestina si iscrive nel 2005 all'ALPEADRIA ed ottiene un onorevole 3º posto davanti alla sua ex squadra dei Muli Trieste. Nel 2006 ha rivestito il ruolo di Defensive Coordinator nei Mustangs Trieste.
Nel 2007 e nel 2008 è stato head coach dei Mustangs Trieste.
Nel 2010 copre la carica di Defensive Coordinator nella neonata squadra dei Cavaliers Castelfranco Veneto, con i quali vince il XVII Silverbowl. Nel 2011 e 2012 rimane nei Cavaliers ricoprendo lo stesso ruolo.
Nel 2013 e 2014 rimane nei Castelfranco Cavaliers con l'incarico di Head Coach. Dopo una pausa dovuta a problemi familiari nel 2023 viene contattato dai Sentinels Isonzo dove ne ricopre la carica di Head Coach per le stagioni 2023 e 2024 .